# Verhnea Tersa, Huleaipole
Verhnea Tersa (în ucraineană Верхня Терса) este localitatea de reședință a comunei Verhnea Tersa din raionul Huleaipole, regiunea Zaporijjea, Ucraina.

## Demografie
Componența lingvistică a localității Verhnea Tersa
     Ucraineană (91,41%)
     Rusă (3,91%)
     Alte limbi (0,33%)
Conform recensământului din 2001, majoritatea populației localității Verhnea Tersa era vorbitoare de ucraineană (91,41%), existând în minoritate și vorbitori de rusă (3,91%) și armeană (3,91%).